# San Juan Petlapa
San Juan Petlapa är en kommun i Mexiko.   Den ligger i delstaten Oaxaca, i den sydöstra delen av landet, 400 km sydost om huvudstaden Mexico City.
Följande samhällen finns i San Juan Petlapa:
- San Juan Toavela
- Arroyo Blanco
- San Felipe el Mirador
- Santa Isabel Cajonos